# بعد از اینکه جنگ تمام شد
بعد از این‌که جنگ تمام شد (انگلیسی: After the War Is Over) نام یک آهنگ جنگی است که در دوران جنگ جهانی اول توسط هری آدریو، با نویسنده جوزف وودراف، و آندرو بی استرلینگ سروده شده است. این آهنگ با استفاده از پیانو نواخته شده است.